# Доджьо
Доджьо (додзьо) (яп. 道場, dōjō) — зал або місце для поглибленого навчання чи медитації. Традиційно термін стосується японських бойових мистецтв, проте часто зустрічається і в інших сферах, зокрема, у медитації та розробці програмного забезпечення. Дослівно термін перекладається з японської мови як «місце Шляху».

## Історія

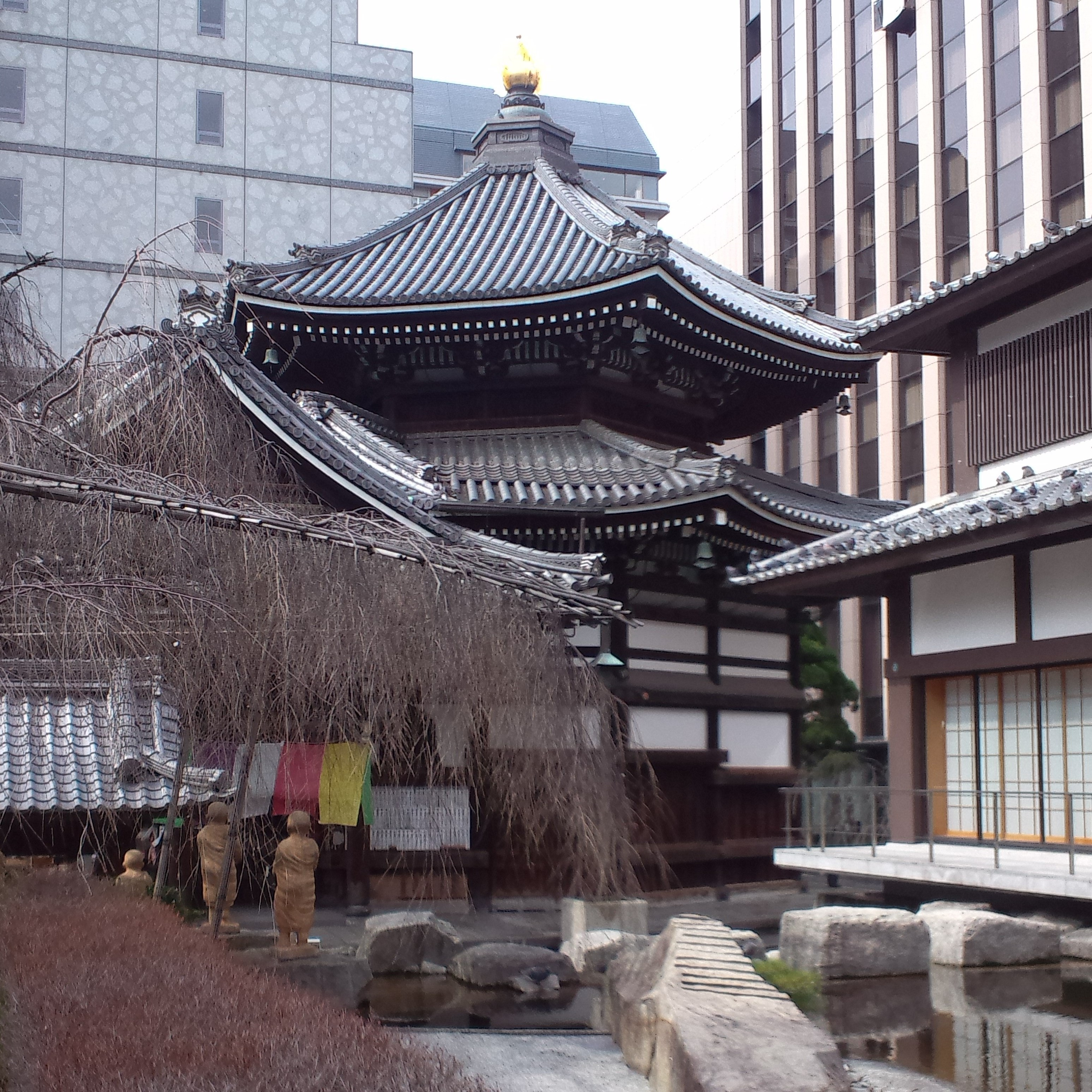
Дозьо школи ікенобо (справа) поряд з храмом Роккаку-до, Кіото

Спочатку додзьо були місцями у храмах, у яких проходило вивчення будь-якого японського мистецтва, назва якого закінчується на «-до» (道, Дао або Тао китайською мовою, що у перекладі означає «дорога» або «шлях»). Інколи зали для медитації, у яких дзен-буддисти практикували медитацію дзадзен, також називалися доджьо. Альтернативний термін дзен-до є точнішим і частіше вживаним. Європейські групи дзен-школи Сото-сю, яка входить до Міжнародної дзен-асоціації (англ. International Zen Association), віддає перевагу терміну доджьо замість дзендо як назви своїх залів для медитації, оскільки так робив засновник школи, Тайсен Десімару.
Пізніше термін доджьо став уживатися також у ролі назви місця, у якому проходять тренування, змагання та атестації в японських бойових мистецтвах (карате, дзюдо, айкідо та інші).
В Японії будь-яке приміщення для фізичних тренувань, включно з професійною боротьбою, може називатися доджьо. На Заході термін доджьо (коли стосується фізичної активності) використовується винятково для японських бойових мистецтв, таких як айкідо, дзюдо, карате тощо.

## У бойових мистецтвах

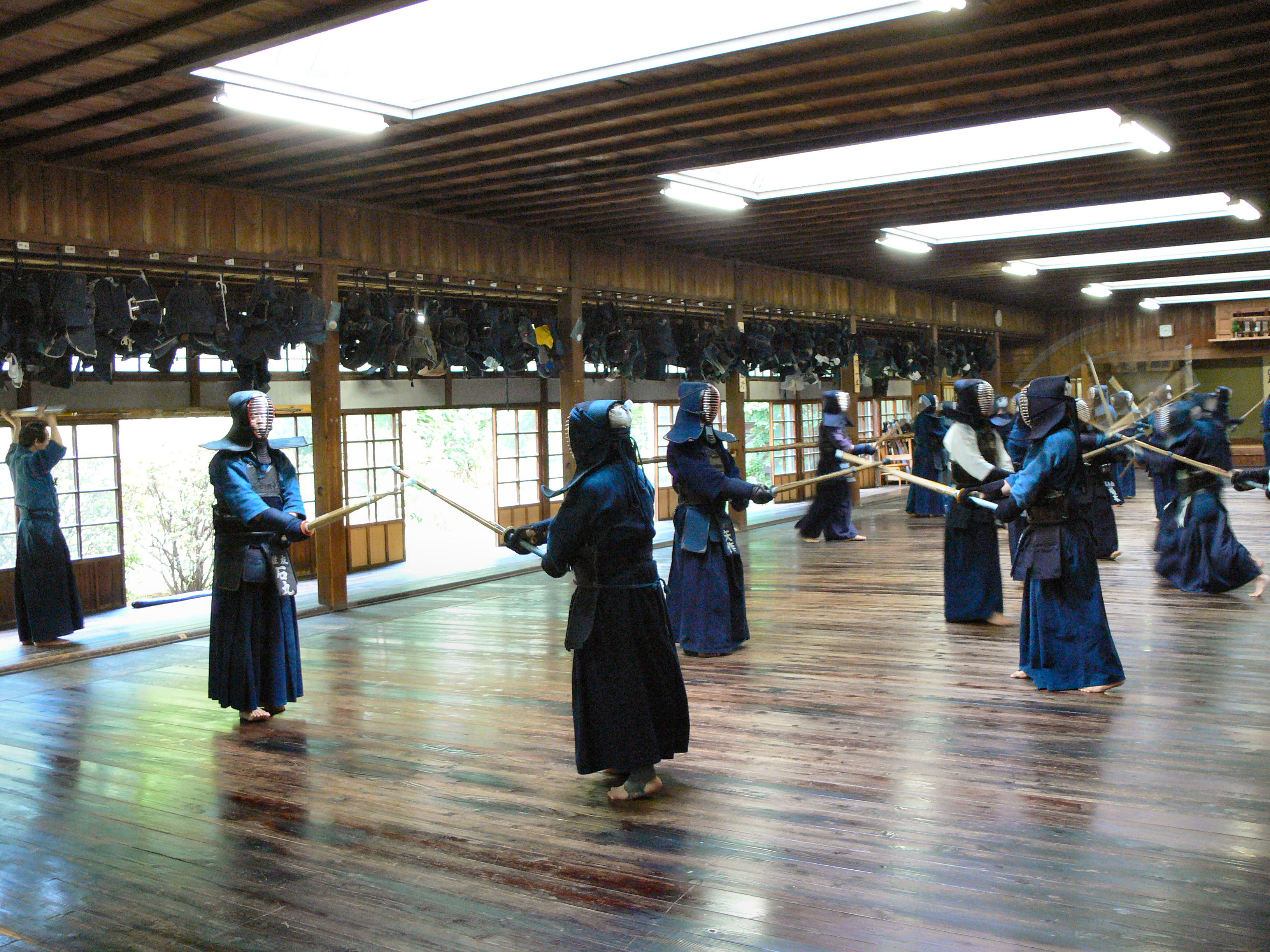
Доджьо кендо

Доджьо японських бойових мистецтв вважається особливим місцем і вимагає догляду від своїх користувачів.
У доджьо прийнято бути без взуття. При вході та виході робиться церемоніальний уклін рей. Також у доджьо заборонено шуміти, займатися дурницями чи гаяти час даремно.
Багато традиційних доджьо дотримуються встановленої моделі, яка містить сьомен (центральна частина) та різні входи, які використовують студенти та інструктори залежно від свого рангу. Зазвичай студенти заходять у нижньому лівому куті доджьо (відносно сьомену), тоді як інструктори заходять з верхнього правого кута. Сьомен зазвичай містить синтоїстський храм із скульптурою, квіткову композицію або інші прикраси. Зброя та інше тренувальне знаряддя здебільшого зберігається у задній стінці приміщення.

### Хонбу доджьо
Хонбу доджьо — центральне приміщення для тренувань та адміністративне управління певного стилю бойових мистецтв.
Деякі відомі доджьо Японії:
- Кодокан (дзюдо)
- Айкікай (айкідо)
- Доджьо Нома (кендо)
- Карате-зал Накадзато (сьорін-рю сьорінкан)

### Інші назви тренувальних залів
Інші назви тренувальних залів, які можуть бути відповідниками «доджьо»:
- Акхара (індійські бойові мистецтва)
- Доджанг (корейські бойові мистецтва)
- Гелангганг (силат-мелайю)
- Хея (сумо)
- Каларі (каларіпаятту)
- Сасаран (пенчак-силат)
- Угуань (ушу)

## В інших сферах
Крім бойових мистецтв, термін доджьо все частіше використовується в інших сферах, таких як медитація та розробка програмного забезпечення.

### Дзен-буддизм
Термін доджьо інколи використовують як назву залів для медитації, у яких дзен-буддисти практикують медитацію дзадзен. Альтернативний термін дзен-до є точнішим і частіше вживаним. Європейські групи дзен-школи Сото-сю, яка входить до Міжнародної дзен-асоціації (англ. International Zen Association), віддає перевагу терміну доджьо замість дзендо як назви своїх залів для медитації, оскільки так робив засновник школи, Тайсен Десімару.

### Розробка програмного забезпечення
- Coding dōjō — техніка та зустріч, на якій команди програмістів використовують свої навички програмування, вирішуючи певні практичні завдання[5]
- Testing dōjō — змагання, у яких зазвичай тестувальники програмного забезпечення працюють у командах, шукаючи несправності програмного забезпечення[6]
- Agile coaching dōjō — місце, де багатофункціональна команда працює до трьох місяців під наглядом agile-тренера та спеціалістів з технічних питань, щоб освоїти та застосовувати на практиці гнучкі (agile) та технічні методи[7]